# Krumstrup
Krumstrup nævnes første gang i 1529. Gården ligger i Ryslinge Sogn, Gudme Herred, Ryslinge Kommune. Hovedbygningen er opført i 1615 og ombygget i 1715-1920.
Krumstrup Gods er på 282,9 hektar med Ny Krumstrup og Højstrup

## Ejere af Krumstrup
- (1529-1533) Oluf Knudsen
- (1533-1550) Christoffer Ottesen Huitfeldt
- (1550-1589) Claus Ottesen Huitfeldt
- (1589-1610) Jacob Høg
- (1610-1615) Just Jacobsen Høg
- (1615-1630) Tage Ottosen Thott
- (1630-1658) Niels Trolle
- (1658-1664) Manderup Brahe
- (1664-1665) Erik Krag
- (1665-1706) Jens Lassen
- (1706-1724) Christian Jensen Lassen
- (1724-1750) Seneca Christophersen Hagedorn
- (1750-1751) Seneca Christophersen Hagedorns dødsbo
- (1751-1756) Mikkel Lange
- (1756-1761) Slægten Lange
- (1761-1767) Johan Christopher von Westen
- (1767-1782) Morten Møller
- (1782-1791) Mads Jørgen Møller
- (1791-1795) Knud Frederik Juel
- (1795-1832) Isaac Briand de Crèvecoeur
- (1832-1850) Anders Briand de Crévécoeur (søn)
- (1850-1874) Peter Julius Martin August Briand de Crévécoeur (barnebarn)
- (1874-1894) Niels Madsen
- (1894-1911) Karen Kirstine Nielsen gift Madsen
- (1911-1912) C. K. Grønnegaard
- (1912-1915) Johannes Berntsen
- (1915-1934) Viggo Eggertsen
- (1934-1959) Karen Petrine Julie Wiggers Barfoed gift Eggertsen
- (1959-1972) Poul Eggertsen (søn)
- (1972-2006) Per Eggertsen (søn)
- (2006-) Thomas Eggertsen (søn)